# Frotey-lès-Vesoul
Frotey-lès-Vesoul is een gemeente in het Franse departement Haute-Saône (regio Bourgogne-Franche-Comté). De plaats maakt deel uit van het arrondissement Vesoul. Frotey-lès-Vesoul telde op 1 januari 2022 1.367 inwoners.

## Geografie
De oppervlakte van Frotey-lès-Vesoul bedroeg op 1 januari 2022 7,63 vierkante kilometer; de bevolkingsdichtheid was toen 179,2 inwoners per km².

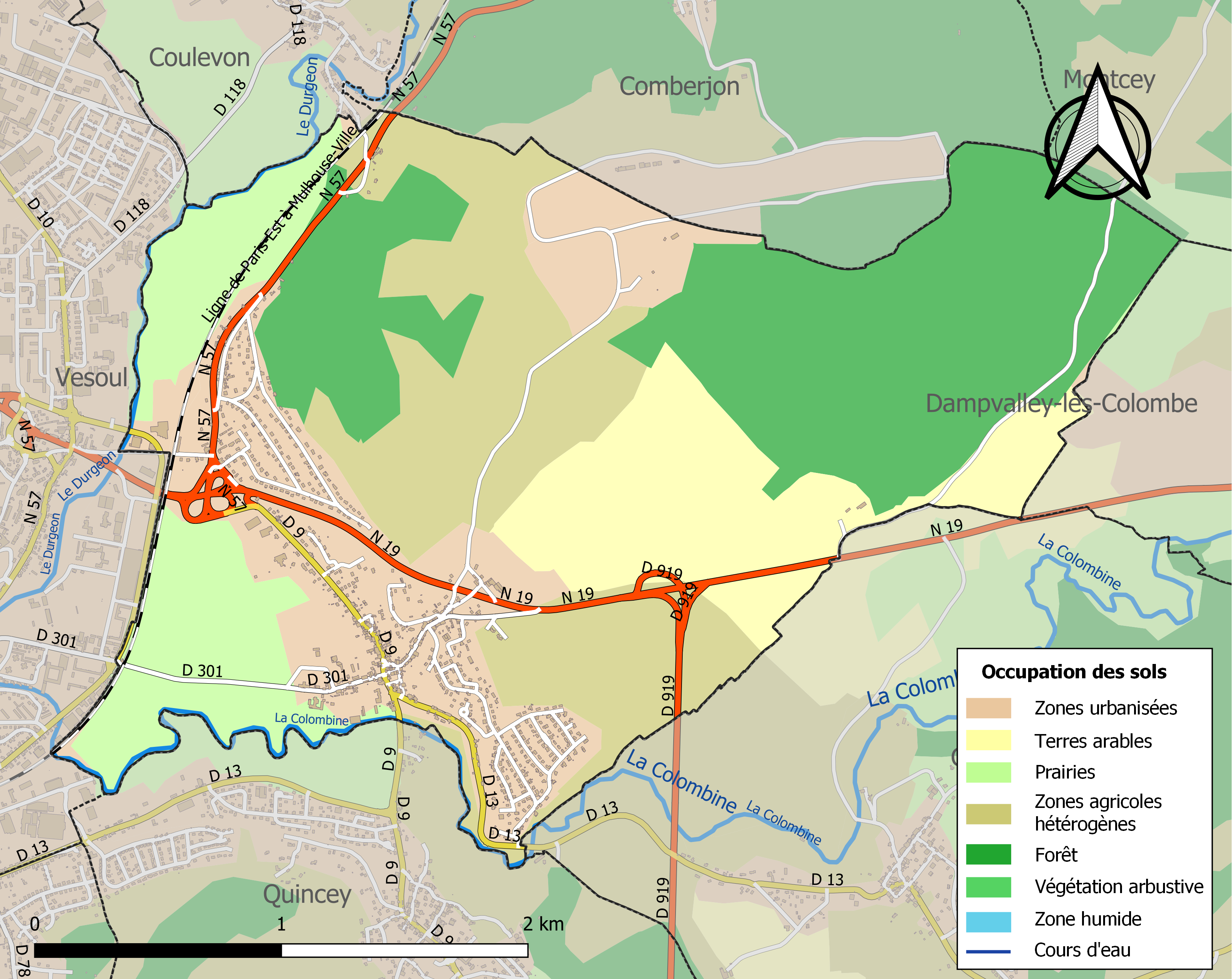
Kaart van de gemeente met de belangrijkste infrastructuur, bodemgebruik en omliggende gemeenten

## Demografie
Onderstaande figuur toont het verloop van het inwonertal (bron: INSEE-tellingen).